# القشاش (فلم)
القشاش هو فيلم مصري من إنتاج عام 2013.

## قصة الفيلم
تدور أحداث الفيلم في إطار درامي حيث طفل يتوه من أهله وتقوم إحدى موظفات الملجأ في تبنيه وتربيته حتى يصبح شابا يافعا، وإذا به يُتهم في قضية قتل فيحاول الهروب حتى يثبت براءته، وتنقلب حياته رأسا على عقب، ثم يلتقي بالراقصة الشعبية (حورية فرغلي) التي تساعده في الهروب.

## طاقم التمثيل
- محمد فراج: سيد القشاش
- حورية فرغلي: زينة
- محمد علي : الضابط جلال
- حسن حسني: الشيخ يوسف
- دلال عبد العزيز: تعتبر والدة سيد
- محسن منصور: صلاح الشايب
- سميرة محسن
- علاء مرسي: فرج صديق سيد
- محمد الصاوي: محمد عبد الهادى محمد البندراى الشاهد الزور
- سليمان عيد: موظف استقبال في فندق
- منة عرفة: ضيفة شرف
- حنان يوسف: زوجة الشيخ يوسف
- عفاف رشاد: خالة سيد
- أحمد فؤاد سليم: كبير بندارية اسوان
- حنان مطاوع: صباح
- هبة مجدي
- مروة عبد المنعم: زهرة بنت الشيخ بوسف
- مجدي بدر: عوض
- سامي مغاوري: كبير بندارية قنا
- محمد سليمان
- أحمد بجة
- منى ممدوح
- أماني كمال
- مصطفي العلي
- إيهاب فهمي
- صافيناز
- علياء الحسيني

## فريق العمل
- إخراج: اسماعيل فاروق
- إنتاج: نيوسينشري للإنتاج الفني
- توزيع: دولار فيلم
- تأليف: محمد سمير مبروك
- مونتاج: غادة عزالدين
- موسيقى تصويرية: مصطفى الحلواني
- مدير التصوير: يوسف بارود

## وصلات خارجية
- مقالات تستعمل روابط فنية بلا صلة مع ويكي بيانات